# سنت-هیلار-سور-بونز
سنت-هیلار-سور-بونز (به فرانسوی: Saint-Hilaire-sur-Benaize) یک کمون در فرانسه است که در اندر واقع شده‌است. سنت-هیلار-سور-بونز ۳۲٫۶۱ کیلومتر مربع مساحت و ۳۵۸ نفر جمعیت دارد و ۹۳ متر بالاتر از سطح دریا واقع شده‌است.